# Louis Morin de La Beauluère
Pour les articles homonymes, voir Louis Morin et Morin.
Louis Morin de la Beauluère est un historien français, né à Laval le 11 juillet 1854, mort le 31 mai 1910 au Château de la Drugeotterie à Entrammes.

## Biographie
Il est le petit-fils de l'historien Louis-Julien Morin de la Beauluère, dont il assura la publication des recherches historiques.
Après ses études effectuées chez les Jésuites de Saint-François-Xavier de Vannes, il revient en Mayenne. Il vécut dans le souvenir quotidien de son grand-père auquel il voua une sorte de culte, élargissant chaque jour l'autel qu'il lui avait dressé en publiant avec la collaboration de Jules-Marie Richard, les Communautés et chapitres de Laval, la plus solide de ses œuvres, et en rééditant les principales de ses autres études.
Il communiqua à plusieurs historiens locaux les innombrables notes du cabinet de la Drugeotterie. Il est maire d'Entrammes.
Il a versé aux Archives départementales de la Mayenne, avant sa mort plusieurs manuscrits.

## Politique
Son frère, Emmanuel de la Beauluère se présente aux Élections cantonales de 1901 contre Victor Boissel. La Beauluère est membre du Parti national antijuif. La campagne électorale est acharnée. La Beauluère fait appel fit appel à des journalistes de La Libre Parole et de L'Intransigeant. Édouard Dubuc, de la Jeunesse antisémitique et Davout dit Jacques Cailly, deux prévenus des Procès pour complot devant la Haute Cour, viennent exprès de Paris pour cette élection. Il échoue à cette élection, mais est majoritaire sur la commune d'Entrammes.
Veneur réputé, E. de la Beauluère est aussi un des créateurs des courses de chevaux de Laval avec Christian d'Elva et Georges Gerbault. Il est membre de la Société des agriculteurs de France le 27 juin 1901, sur la présentation de Paul Le Breton et de Christian d'Elva. Il meurt au Château de la Drugeotterie en  juin 1908. Dans ces dernières années, il se consacra à la Société de l'Energie électrique.

## Publications
- Notice Historique sur la Commune d'Entrammes (Entramnes). Le Prieuré de Saint-Martin de Laval. Recherches sur les Corporations d'Arts et Métiers du Comté-Pairie de Laval avant 1789. Chailland, Libraire-Editeur. Laval. 1884. "Le Prieuré Saint-Martin" a été publié à Angers en 1857. La "Notice sur Entramnes" a été publiée dans le tome II du Bulletin de la Société de l'Industrie de la Mayenne (il existe un tiré à part publié par Godbert). Les "Recherches sur les Corporations..." ont été publiées dans les tomes I et II du Bulletin de la Société de l'Industrie de la Mayenne (il existe un tirage à part, avec pièces justificatives, publié par Godbert).
- Mémoire chronologique de Maucourt de Bourjolly sur la ville de Laval, suivi de la Chronique de Guitet de La Houllerie. Textes établis et annotés par Jules Le Fizelier, publiés avec de nouvelles recherches par A. Bertrand de Broussillon, ... Laval : Impr. de L. Moreau, 1886. Société historique et archéologique du Maine. - Le tome III porte : Notes de feu M. L.-J. Morin de La Beauluère, publiées par son petit-fils Louis Morin de La Beauluère. 3 volumes.
  - Études sur les communautés et chapitres de Laval. D'après le manuscrit de Louis-Julien Morin de la Beauluère. Publiées et annotées par Louis de La Beauluère. Avec des additions de J.-M. Richard. Laval, Imprimerie L. Moreau, Libr. A. Goupil, 1891.